# Norbert Hans Christoph Foerster
Norbert Hans Christoph Förster, S.V.D. (Bonn, 9 de julho de 1960) é um prelado da Igreja Católica alemão com atuação no Brasil, bispo de Ji-Paraná.

## Biografia
Entrou no postulado dos Missionários do Verbo Divino em 1982, em Steyl, na Holanda. Iniciou, no ano seguinte, o noviciado em St. Paul – Wittlich-Wengerohr, na Alemanha.
De 1984 a 1987, estudou Teologia em Sankt Augustin, onde fez seus primeiros votos em 1985. Após o diploma, reconhecido pelo Pontifício Ateneu de Santo Anselmo em Roma (1987), fez uma experiência missionária de dois anos no Brasil, ainda como seminarista, na paróquia de São Marcos, na região Belém, na arquidiocese de São Paulo. Experiência, transformada, posteriormente como destino de missão. Nessa época, obteve a licenciatura em ciências da religião pela Pontifícia Universidade Católica de São Paulo.
Foi ordenado diácono, em 1989, após ter feito os votos perpétuos na capela do Seminário do Verbo Divino em Santo Amaro (SP). Foi ordenado padre em 10 de dezembro de 1989, por Dom Aparecido José Dias, então bispo da diocese de Registro.
Exerceu os seguintes cargos: Pároco Auxiliar de São Francisco de Assis em Valo Velho, Diocese de Campo Limpo (1990-1995); Animador vocacional e formador no Seminário Diocesano da Diocese de Registro (1996-2000); Conselheiro provincial do Centro Provincial dos Missionários do Verbo Divino no Brasil (1996-2001); Formador e Professor de Teologia do Jardim Miriam (2001-2005) e Vice-Pároco de Nossa Senhora Aparecida na Diocese de Santo Amaro (2006-2012). Nesse período, em São Bernardo obteve o doutorado pela Universidade Metodista de São Paulo e obteve o bacharelado em Teologia pelo Centro de Ensino Superior de Juiz de Fora, no Estado de Minas Gerais.
Na Diocese de Humaitá foi Vigário Geral, Administrador da Catedral (2013-2015) e Administrador da Missão Costeira Beiradão (2016-2020). É Professor de Teologia no Seminário Maior João XXIII de Porto Velho e Conselheiro Provincial da Província Brasil Centro, com sede em São Paulo.
É autor do livro A Congregação Cristã no Brasil numa área de alta vulnerabilidade social no ABC paulista: aspectos de sua tradição e transmissão religiosa - a instituição e os sujeitos.
Em 2 de dezembro de 2020, foi nomeado pelo Papa Francisco como bispo de Ji-Paraná, sendo consagrado em 27 de fevereiro de 2021, na Catedral de Ji-Paraná, por Dom Roque Paloschi, arcebispo de Porto Velho, coadjuvado por Dom Benedito Araújo, bispo de Guajará-Mirim e por Dom Antônio Fontinele de Melo, bispo de Humaitá.